# 神谷美雪
神谷 美雪（かみや みゆき、1982年5月2日 - ）は、日本の元AV女優。

## 略歴
東京都出身。身長：150cm、スリーサイズはB-80、W-58、H-86で胸はCカップ。趣味はショッピング。

## 作品

### アダルトビデオ
VHS
- 壊れゆく女（2005年6月30日、KUKI）
- 壊れゆく女 その後（2005年7月28日、KUKI）
- 情念ノ湯（2005年8月31日、KUKI）

DVD
- エキス（2005年7月29日、KUKI）[1]
- エキス2（2005年8月26日、KUKI）[1]
- 情念ノ湯＋（2005年10月28日、KUKI）[1]
- 神谷美雪（2006年6月23日、KUKI）[1]
- KUKIピンクファイル あの新基準モザイクで魅せる!（2007年9月28日、KUKI）[1]

オムニバス
- ALL STAR CLIPS volume.2（2005年8月26日、KUKI）他19名出演
- ALL STAR CLIPS volume.3（2006年5月19日、KUKI）他19名出演

### デジタル写真集
- 神谷美雪デジタル写真集 Vol.1（2006年7月13日）
- 神谷美雪デジタル写真集 Vol.2（2006年7月28日）